# Cantone di Le Faou
Il Cantone di Le Faou era una divisione amministrativa dell'arrondissement di Châteaulin.
A seguito della riforma approvata con decreto del 13 febbraio 2014, che ha avuto attuazione dopo le elezioni dipartimentali del 2015, è stato soppresso.

## Composizione
Comprendeva i comuni di:
- Le Faou
- Lopérec
- Pont-de-Buis-lès-Quimerch
- Rosnoën